# Nahrstedt
Nahrstedt ist eine Ortschaft der Hansestadt Stendal im Landkreis Stendal in Sachsen-Anhalt, (Deutschland).

## Geographie

### Lage
Nahrstedt, ein Straßendorf mit Kirche, liegt etwa zwölf Kilometer westlich der Hansestadt Stendal in der Niederung der oberen Uchte im Südosten der Altmark.
Das Gelände in der Gemarkung Nahrstedt ist leicht hügelig und steigt nördlich und südlich der Uchte allmählich um rund 15 Meter an.

### Ortschaftsgliederung
Zur Ortschaft Nahrstedt gehören der Ortsteil Nahrstedt, die Gemarkung Nahrstedt und damit auch der westlich des Dorfes gelegene Wohnplatz Ziegelei.

## Geschichte

### Mittelalter bis Neuzeit
1209 wurde Nahrstedt erstmals in einer Urkunde als nortstede erwähnt, als Markgraf Albrecht II. die Besitzungen der Stendaler Nikolaikirche bestätigte, die von seinen Brüdern Otto II. und Heinrich von Gardelegen dem Stift übereignet worden waren. Dazu gehörte unter anderem eine Hufe in Nahrstedt. Im Landbuch der Mark Brandenburg von 1375 wird das Dorf als Norstede mit 22 Hufen, einem Krug und zwei Mühlen aufgeführt. 1687 wird es als Narstedt bezeichnet. Im Jahre 1734 wurde über eine mineralische Quelle in Nahrstädt berichtet, ein Gesundbrunnen. 1801 nannte man ein Dorf und Gut Nahrstedt mit Rademacher, Schmiede, Wind- und Wassermühle und einem Krug.

### Gut Nahrstedt

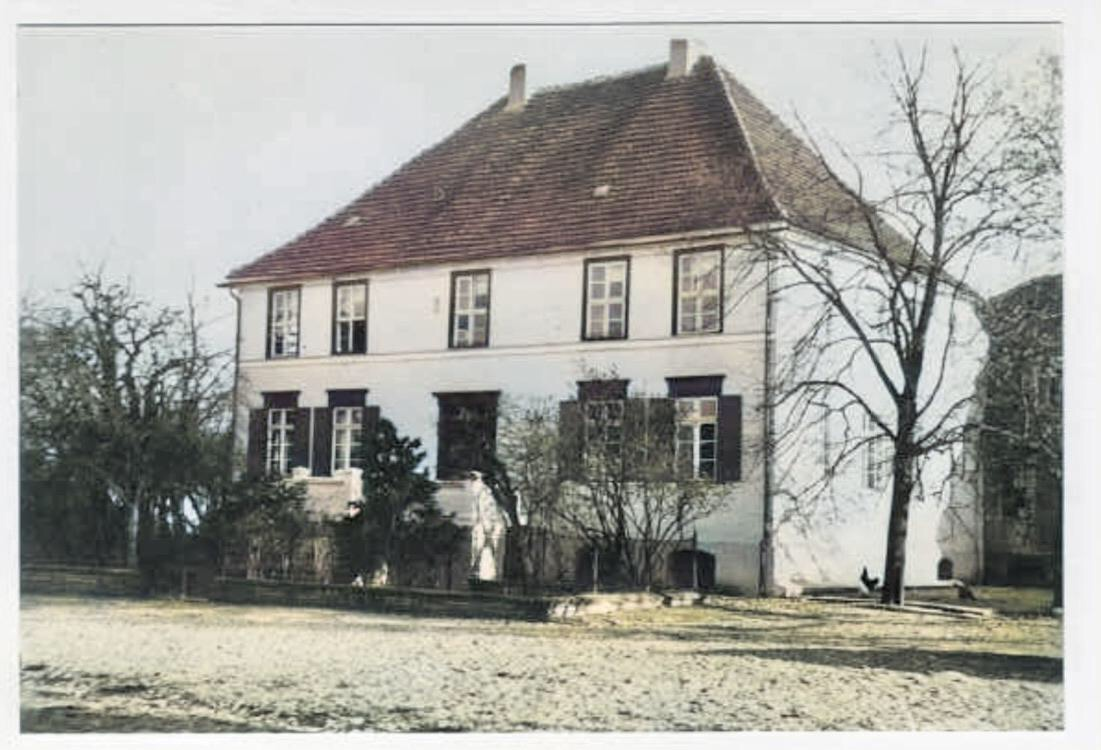
Das alte Gutshaus des Rittergutes, das 1945 abgerissen wurde.

Das Gut hatte ab 1488 wechselnde Besitzer, anfangs bis 1655 die von Gohre. Ab 1904 bis zur Enteignung 1945 war das Rittergut Nahrstedt im Besitz der Familie von Cramm.
Der letzte in Nahrstedt lebende Besitzer des Gutes, Burghard Karl August Adolf Burghard Freiherr von Cramm, geboren 1877 in Burgdorf, auf seinem Gut der Eltern. Er war mit Elsa Mewes verheiratet und Erster Deputierter, Major d. R. sowie Rechtsritter des Johanniterordens. Er starb 1930 in Nahrstedt, wurde auf dem Dorffriedhof beigesetzt und hinterließ das Gut seinem ältesten Sohn Rudolf Claus Burchard von Cramm (1906–1995), verheiratet mit Gisela von Conrad (1914–1998), Das Gutshaus wurde nach der Enteignung abgerissen.
Im Jahr 2003 begann man damit, einen Teil des einstigen Gutshofes abzureißen, da er lange leer stand und verfiel. Die Abrissarbeiten wurden aus Eigenmitteln der Gemeinde und aus Mitteln des Dorferneuerungsprogramms finanziert. Nun ist die Fläche erschlossen und als Bauland ausgewiesen worden.

### Herkunft des Ortsnamens
Heinrich Sültmann meint, die Namen 1209 nortstede, 1247 nordste, 1377 norstede, 1546 narstede, nahrstedhe stehen mit „nord“ für „Norden“ und die Endung „-stedt“ ist altthüringisch. Der Ort heißt also „Siedlung im Norden“.

### Vorgeschichte und Archäologie
Über die Großsteingräber bei Nahrstedt berichtete Johann Friedrich Danneil 1843, dass „der Prediger in Nahrstedt vor der Separation noch 14 Hünenbetten auf der Feldmark seinen Wohnorts zählte.“ Alle Megalithgräber waren schon 1843 zerstört.
1937 wurde über den Fund einer Speerspitze aus der fünften Periode der Bronzezeit berichtet.
Bei Tiefbauarbeiten für eine Rohrleitung am Südrand des Ortes wurde 1992 ein größerer Grubenkomplex mit jungbronzezeitlichen Artefakten angeschnitten. Dabei wurde ein Steinblock mit neun Schälchen gefunden, der nicht geborgen werden konnte.
Ein im 20. Jahrhundert gefundener Kumpf aus spätrömischer Zeit wird in den Staatlichen Museen zu Berlin aufbewahrt.

### Wüstung Nipps
Wilhelm Zahn berichtete 1909 von „der Nipps“, im Volksmund „Ips“ genannt. Die wüste Feldmark liegt die 1,5 Kilometer südwestlich von Nahrstedt in der Gemarkung Nahrstedt. Sie wird von der Straße nach Vinzelberg und der Bahnlinie durchschnitten. Ein der Nahrstedter Pfarre gehörender Teil davon hieß „der Pfarrnips“.

### Eingemeindungen
Ursprünglich gehörte Dorf und Gut zum Tangermündeschen Kreis der Mark Brandenburg in der Altmark. Zwischen 1807 und 1813 lagen sie im Stadtkanton Stendal auf dem Territorium des napoleonischen Königreichs Westphalen. Nach weiteren Änderungen gehörten Gut und Gemeinde ab 1816 zum Kreis Stendal, dem späteren Landkreis Stendal.
Am 30. September 1928 wurde der Gutsbezirk Nahrstedt mit der Landgemeinde Nahrstedt vereinigt.
Bis zum 31. Dezember 2009 war Nahrstedt eine selbstständige Gemeinde.
Durch einen Gebietsänderungsvertrag beschloss der Gemeinderat der Gemeinde Nahrstedt am 25. Juni 2009, dass die Gemeinde Nahrstedt in die Hansestadt Stendal eingemeindet wird. Dieser Vertrag wurde vom Landkreis als unterer Kommunalaufsichtsbehörde genehmigt und trat am 1. Januar 2010 in Kraft.
Dadurch wurde Nahrstedt eine Ortschaft der Hansestadt Stendal. Gemäß der Ortschaftsverfassung nach den §§ 86 ff. der Gemeindeordnung Sachsen-Anhalt wurde ein Ortschaftsrat mit fünf Mitgliedern einschließlich Ortsbürgermeister gebildet.

### Einwohnerentwicklung
| Jahr           | 1734 | 1772 | 1790 | 1798 | 1801 | 1818 | 1840 | 1864 | 1871 | 1885 | 1892 | 1895 | 1900 | 1905 | 1910 |
| Dorf Nahrstedt | 162  | 108  | 159  | 292  | 280  | 287  | 381  | 440  | 498  | 524  | 527  | 487  | 503  | 475  | 492  |
| Gut Nahrstedt  |      |      |      | 035  |      |      |      |      | 017  | 018  |      | 027  |      | 015  |      |

| Jahr | Einwohner |
| ---- | --------- |
| 1925 | 520       |
| 1939 | 444       |
| 1946 | 686       |
| 1964 | 523       |
| 1971 | 499       |
| 1981 | 418       |

| Jahr | Einwohner |
| ---- | --------- |
| 1993 | 331       |
| 2006 | 295       |
| 2013 | [00]271   |
| 2014 | [00]276   |
| 2018 | [00]279   |
| 2019 | [00]269   |

| Jahr | Einwohner |
| ---- | --------- |
| 2021 | [00]257   |
| 2022 | [00]264   |
| 2023 | [0]263    |

Quelle für die Angaben bis 2006 siehe unten.

## Religion
Die evangelische Kirchengemeinde Nahrstedt, die früher zur Pfarrei „Nahrstedt bei Gr.-Möringen“ gehörte, wird heute vom Pfarrbereich Möringen-Uenglingen im Kirchenkreis Stendal im Bischofssprengel Magdeburg der Evangelischen Kirche in Mitteldeutschland betreut.
Die ältesten überlieferten Kirchenbücher für Nahrstedt stammen aus dem Jahre 1677.
Die katholischen Christen gehören zur Pfarrei St. Anna in Stendal im Dekanat Stendal im Bistum Magdeburg.

## Politik

### Ortsbürgermeister
Der letzte Bürgermeister der Gemeinde Nahrstedt war Wilhelm Jacob. Er war anschließend bis 2019 der Ortsbürgermeister. Insgesamt war er 25 Jahre im Amt.
Seit der Kommunalwahl 2019 ist Mathias Schmid Ortsbürgermeister der Ortschaft Nahrstedt.

### Ortschaftsrat
Bei der Ortschaftsratswahl am 9. Juni 2024 stellen sich 6 Einzelbewerber zur Wahl. Sie erreichten folgende Sitzzahlen:
- Einzelbewerber Hollstein (1 Sitz für 82 Stimmen)
- Einzelbewerber Hesse (kein Sitz für 23 Stimmen)
- Einzelbewerber Schmid (2 Sitze für 213 Stimmen)
- Einzelbewerber Schneider (1 Sitz für 44 Stimmen)
- Einzelbewerber Wecke, Olaf (1 Sitz für 76 Stimmen)
- Einzelbewerber Weiß (1 Sitz für 84 Stimmen)

Gewählt wurden trotz der sechs Sitze nur fünf Ortschaftsräte. Der zweite Sitz für den Einzelbewerber Schmid ist nicht zuteilbar.
Von 223 Wahlberechtigten hatten 171 ihre Stimme abgegeben, die Wahlbeteiligung betrug damit 76,68 Prozent.

## Kultur und Sehenswürdigkeiten

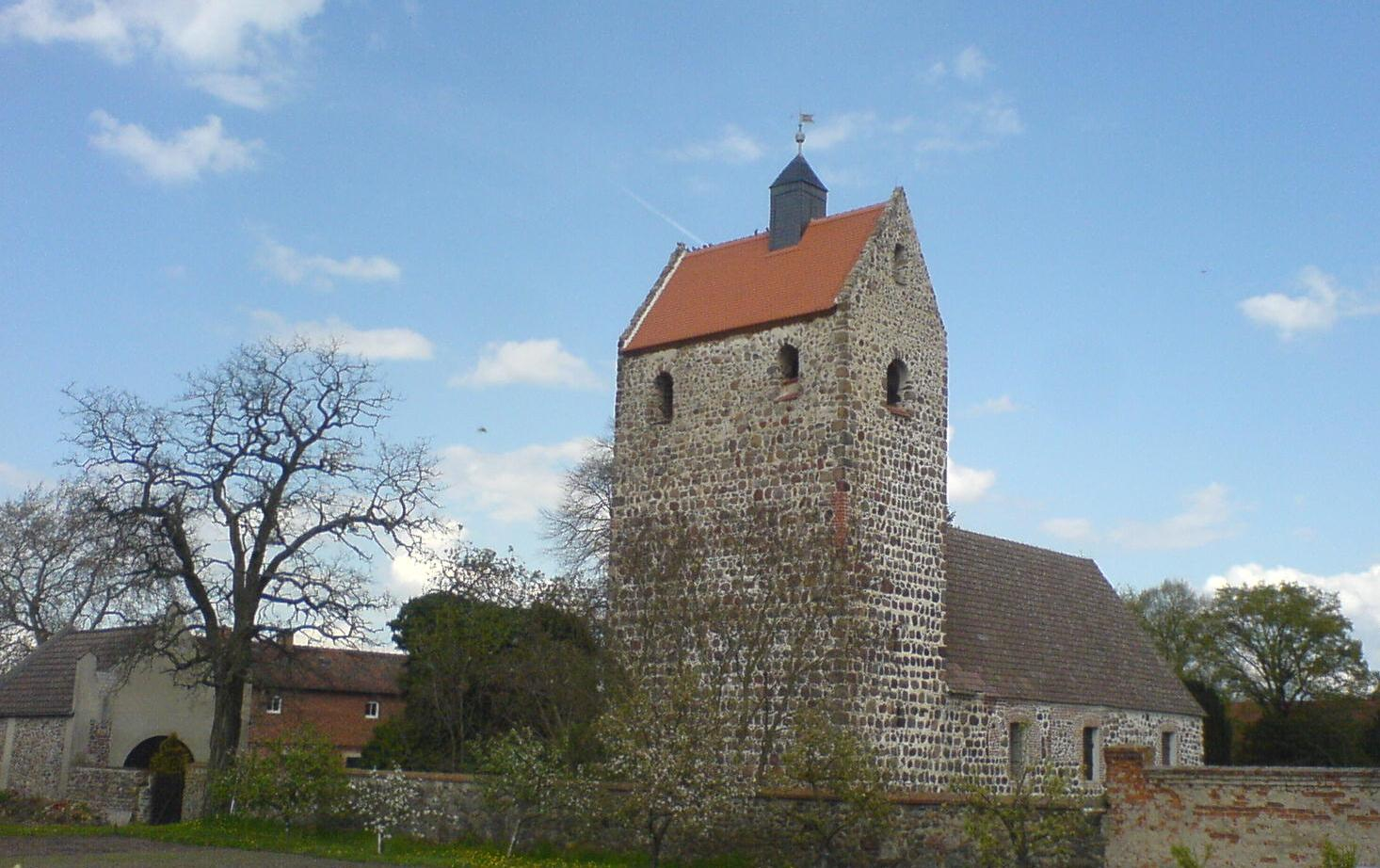
Evangelische Dorfkirche Nahrstedt

- Die evangelische Dorfkirche von Nahrstedt ist eine romanische Feldstein-Saalkirche mit Westquerturm aus der Mitte des 13. Jahrhunderts. 1790 wurden das Schiff nach Osten verlängert und Stichbogenfenster in die Mauern gebrochen. 1970 entfernte man die barocke Ausstattung der Kirche.[32] 1970 und 1980 wurden Gestühl, Altar, Kanzel, Taufstein und Fußboden erneuert. 1997 und 1998 wurden das Gemäuer des Turms und das Schiff neu verfugt.[33]
- Der Ortsfriedhof ist auf dem Kirchhof.
- Ein im Jahre 1893 auf dem Gelände des Gutes erbauter Kuhstall[10] und der Pfarrhof gegenüber der Kirche stehen unter Denkmalschutz.[4]

## Wirtschaft und Infrastruktur
- Neben kleinen Handwerksbetrieben prägt die Landwirtschaft das Bild Nahrstedts. Im Dorf wird die Tradition des Pferdesportes von einem Reit- und Fahrverein fortgeführt.[10]
- Der Kindergarten „Sonnenschein“ besteht seit 1935/36 und wird heute privat geführt.[10]

### Verkehr
Am südlichen Dorfrand von Nahrstedt verlaufen die Bundesstraße 188 (Wolfsburg–Gardelegen–Stendal) und die Bahnstrecke Hannover–Berlin. In Möringen und Vinzelberg befinden sich die nächstgelegenen Bahnhöfe (Regionalverkehr Wolfsburg–Stendal).
Es verkehren Linienbusse und Rufbusse von stendalbus.

## Sagen aus Nahrstedt
- 1843 wurde über eine Linde in der heutigen „Wüstung Nipps“, der damaligen „Ackerbreite Ipps“, berichtet. Sie habe einst auf dem Schulzenhof des Dorfes Nipps gestanden.[35]
- In der Kirchhofsmauer zu Nahrstedt ist eine alte Tür vermauert, die nach der Richtung des früheren Dorfes Nipps zu liegt. Der Überlieferung nach hat sie den Kirchgängern aus Nipps als Eingangspforte gedient.[35]

## Persönlichkeiten
- Jochen Borchert (* 1940), deutscher Politiker, ehemaliger Landwirtschaftsminister unter Helmut Kohl
- Kathrin Rösel (* 1970), deutsche Politikerin, MbB 18. Deutscher Bundestag